# Kövecses
Kövecses (szlovákul: Štrkovec) község Szlovákiában, a Besztercebányai kerületben, a Rimaszombati járásban.

## Fekvése
Tornaljától 7 km-re délre, a Sajó bal partjának termékeny síkságán fekszik.

## Élővilága

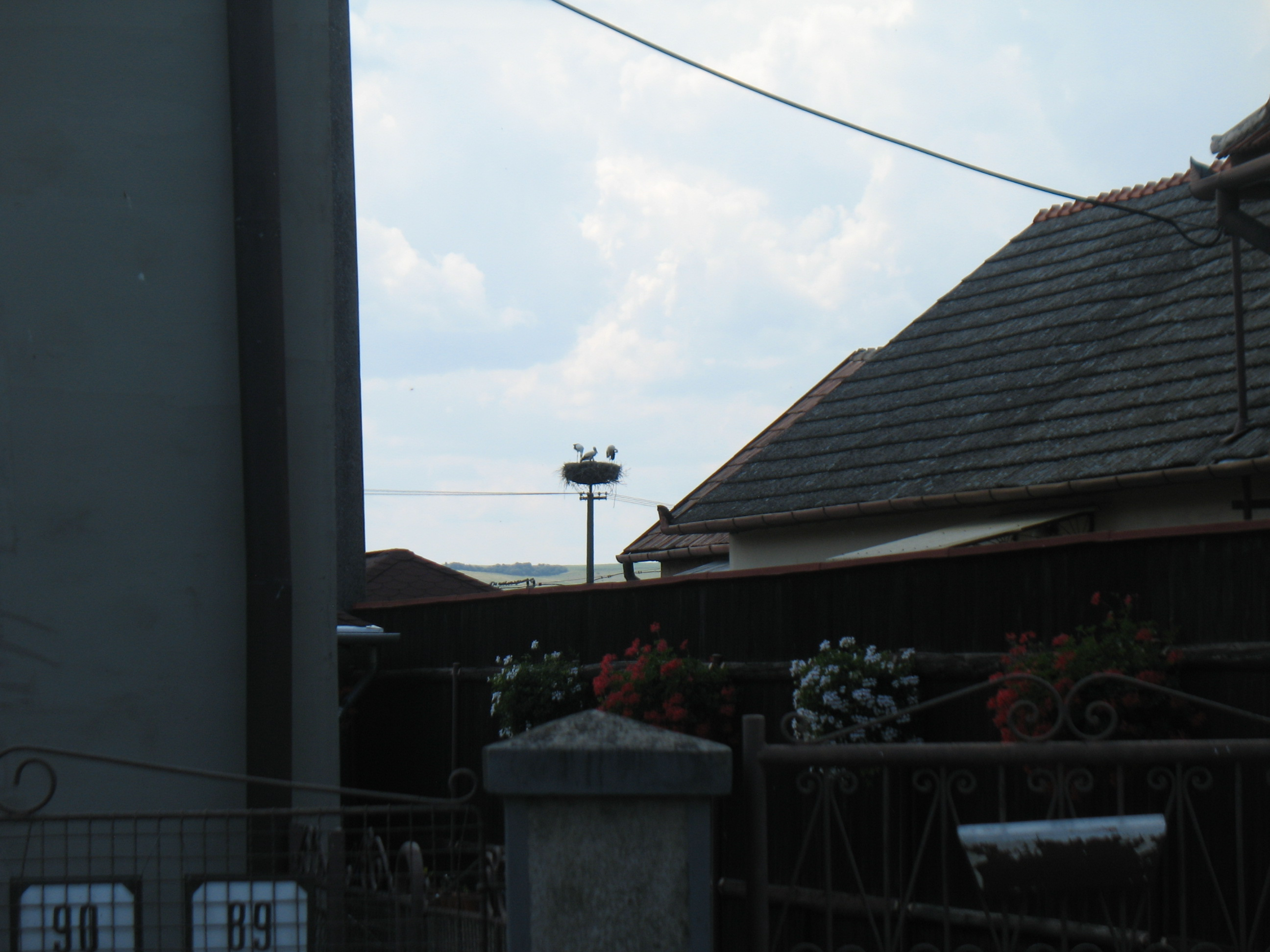
2014
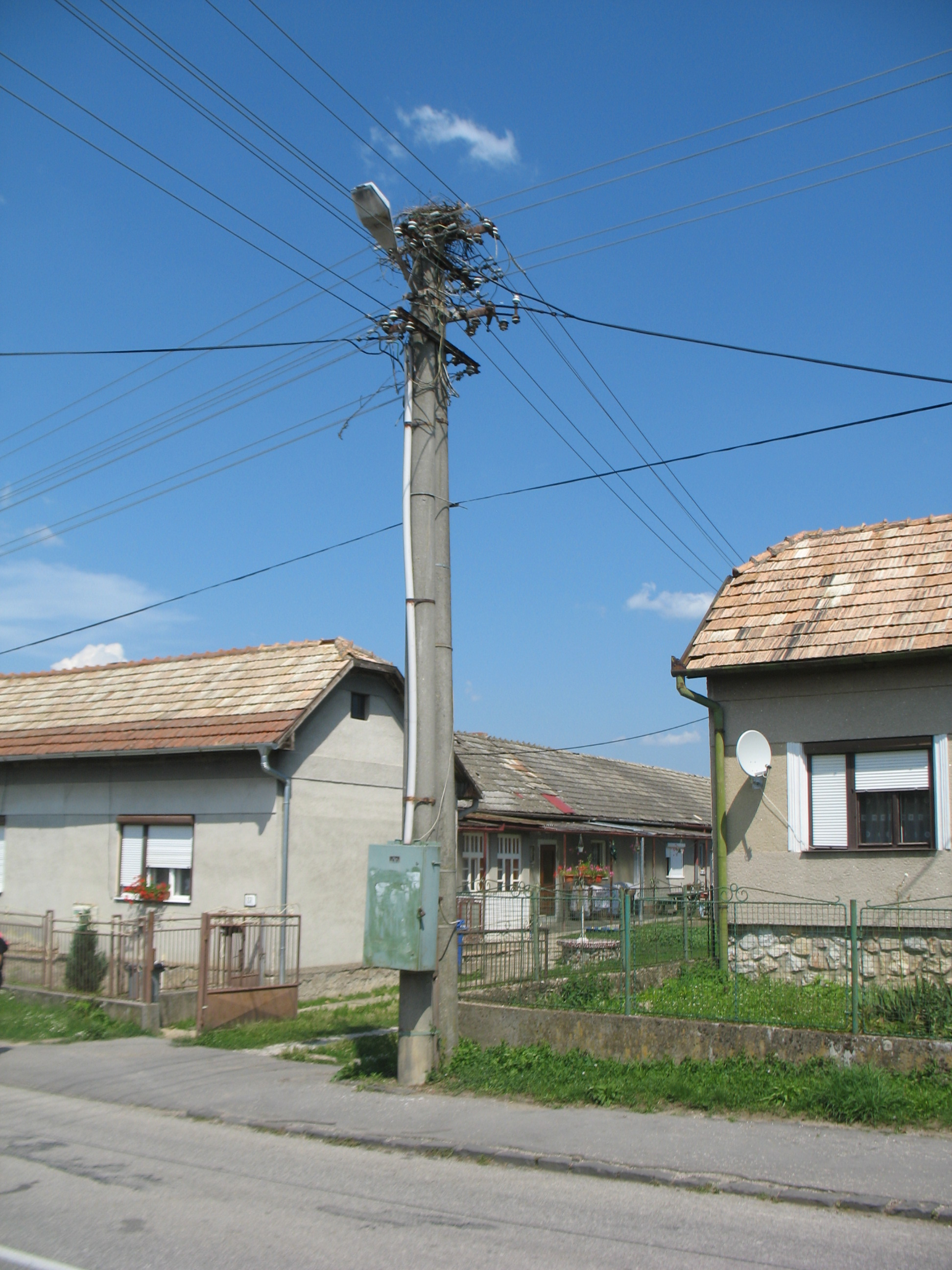
Volt játszófészek

A faluban egy gólyafészket tartanak nyilván, 2014-ben 4 fiókát számoltak össze.

## Története
1323-ban "Kwesd" alakban említik először. 1351-ben "Kueches", 1427-ben "Koweches" alakban szerepel a korabeli forrásokban. A 15. században a Dancs család birtokközpontja volt, akik 1427-ben 10 portát bírtak a faluban. A 16. század háborúiban lakossága elmenekült. 1551-ben csak 6 jobbágyportája volt. 1773-ban 7 jobbágy és 6 zsellércsalád élt itt. 1828-ban 38 házában 263 lakos élt, akik főként mezőgazdasággal foglalkoztak.
Vályi András szerint: "KÖVECSES. Magyar falu Gömör Várm. földes Urai Dancs, és Vaisz Uraságok, lakosai reformátusok, fekszik a’ Sajó mentében egy igen gyönyörűen emelkedő parton, határja jó, réttye elég van, piatzozása három mértföldnyire, keresettye szőlő mivelés által, legelője elegendő, ’s épűletre való fája is van."
Fényes Elek szerint: "Kövecses, magyar falu, Gömör vmegyében, felülről a Kerepeczi pusztával, alólról Recske helységgel határos, rónaságon fekszik, ut. post. Tornallyától a Putnok felé vivő országút két oldalán, reformatus templommal. A lakosok száma 160, kik közül róm. kath. 7, ref. 140, evang. 13, mindnyájan eredet szülte magyarok. Van 3 1/8 urbéri telek, majorsági jobbágy 4, majorsági telek 19 2/8, zsellér 14, lakó 3; erdő 128 hold. Szántófölde mindent bőven terem; rétje sok és jó takarmányt ad, ollykor egy rész a Sajó vize által elöntetik; a lakosok a szarvasmarha-tenyésztést s hizlalást üzik. Birják Dancs, Abaffi, Lukács urak." Archiválva 2007. szeptember 27-i dátummal a Wayback Machine-ben
Gömör-Kishont vármegye monográfiája szerint: "Kövecses, sajóvölgyi magyar kisközség, 63 házzal és 345 ev. ref. vallású lakossal. E községnek már a XIII. században a kövecsesi Dancs család az ura és ez időben, a mikor Koweches néven van említve, a Czinege család is részbirtokos. Később a mellétei Barna család is jogot tart reá, az újabb korban pedig a Szent-Miklóssy család is. A Dancs család kihaltáig birtokos a községben, mely birtok Lukács Lajos táblabíró neje, szül. Dancs Erzsébet révén, a Lukács családé lett és 1892-ben vétel utján került Nehrer László tulajdonába. A Dancs család utolsó tagja László, csak 4 évvel ezelőtt halt meg. 17 éves korában részt vett a szabadságharczban, Schwechatnál egy ágyugolyó térden felül elvitte a ballábát. Azóta itt lakott. Birtokát ugyancsak Nehrer László vette meg. Van itt három kúria, melyek közül az egyiket a Lukács család építtette, ez most Nehrer Lászlóé, a másik kettő a Dancs családé volt s ezek egyike most gróf Rey Vilmáé. A község református temploma 1842-ben épült. 1879-ben jégverés és árvíz az egész községet elpusztította. Kövecses tájékán feküdt hajdan Chyntalan község, mely e néven 1431-ben merül fel. A községnek van postája és vasúti állomása, távírója pedig Tornallya."
A trianoni békeszerződésig területe Gömör-Kishont vármegye Tornaljai járásához tartozott. 1938 és 1944 között ismét Magyarország része.

## Népessége
| Év:            | 1994. | 2004.   | 2014.   | 2024.   |
| -------------- | ----- | ------- | ------- | ------- |
| Emberek száma: | 356   | 352     | 382     | 368     |
| Eltérés:       |       | -1,12 % | +8,52 % | -3,66 % |

| Év:            | 2023. | 2024.   |
| -------------- | ----- | ------- |
| Emberek száma: | 377   | 368     |
| Eltérés:       |       | -2,38 % |

1880-ban 326 lakosából 317 magyar, 1 német anyanyelvű és 8 csecsemő; ebből 251 református, 53 mai katolikus, 8 zsidó és 4 evangélikus vallású.
1910-ben 311-en, túlnyomórészt magyarok lakták.
2001-ben 377 lakosából 319 magyar.
2011-ben 367 lakosából 285 magyar, 43 szlovák és 36 roma.
2021-ben 380 lakosából 258 magyar (67,8%), 72 cigány, 45 szlovák, 5 ismeretlen nemzetiségű.

## Nevezetességei

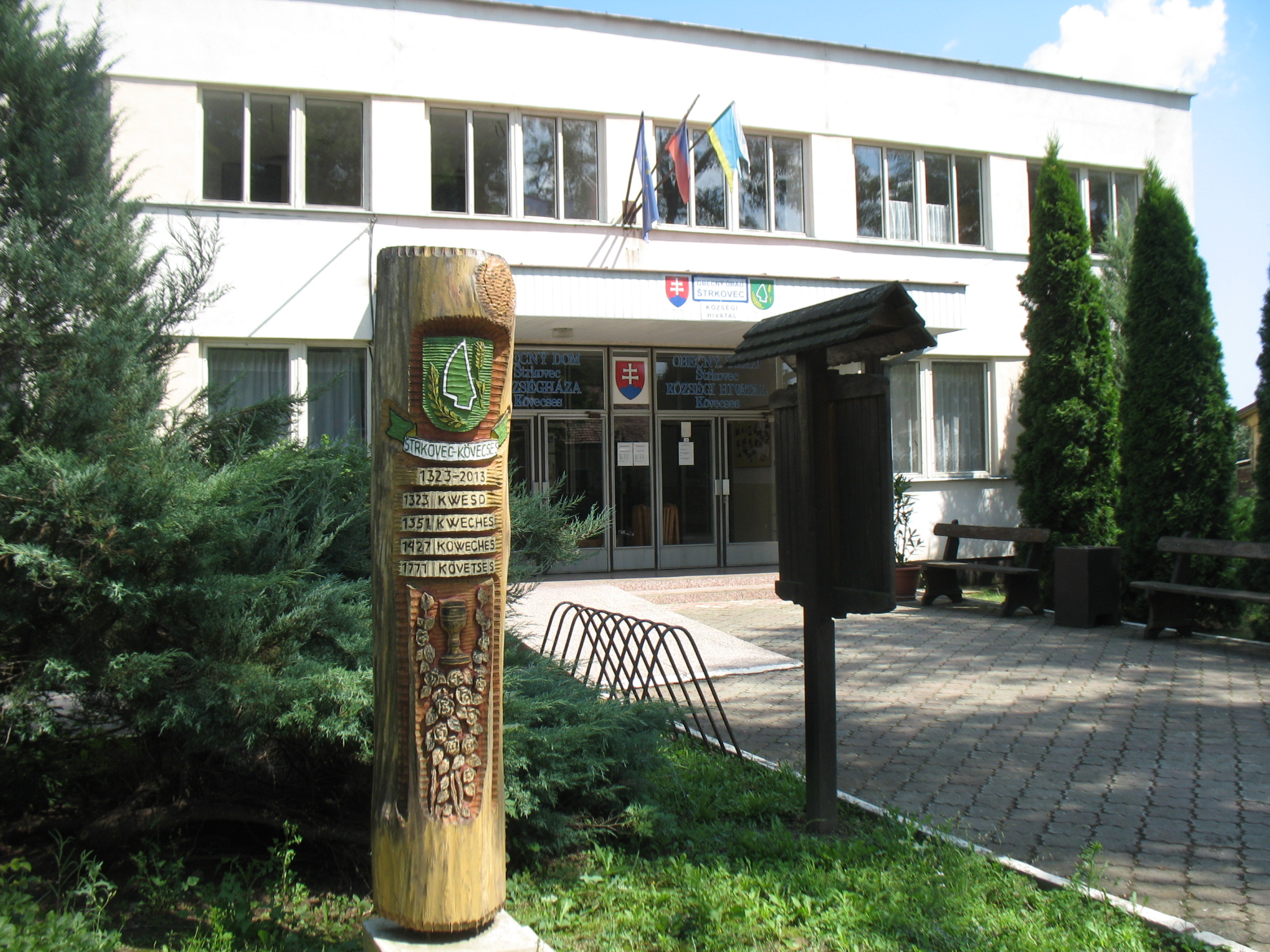
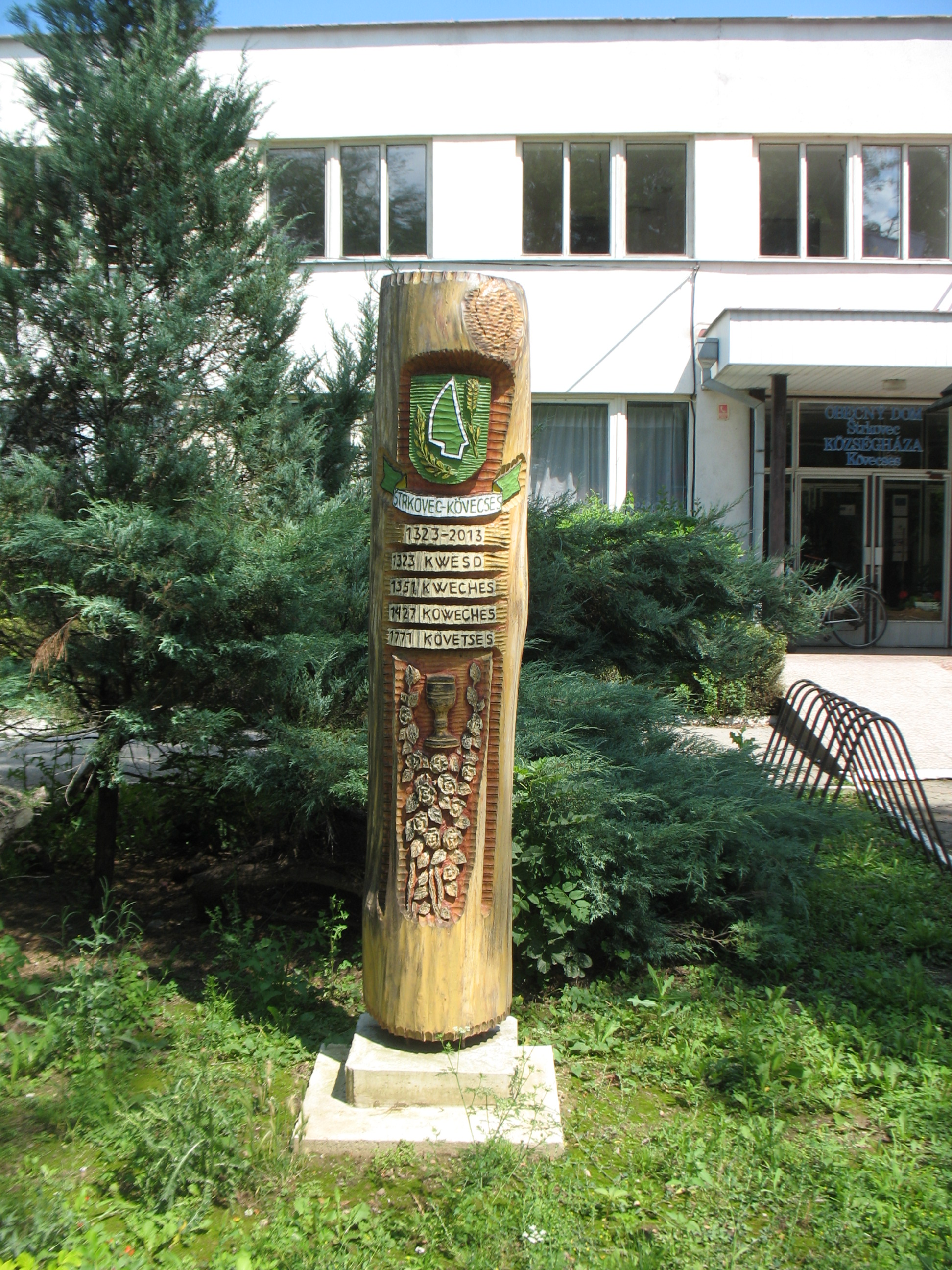
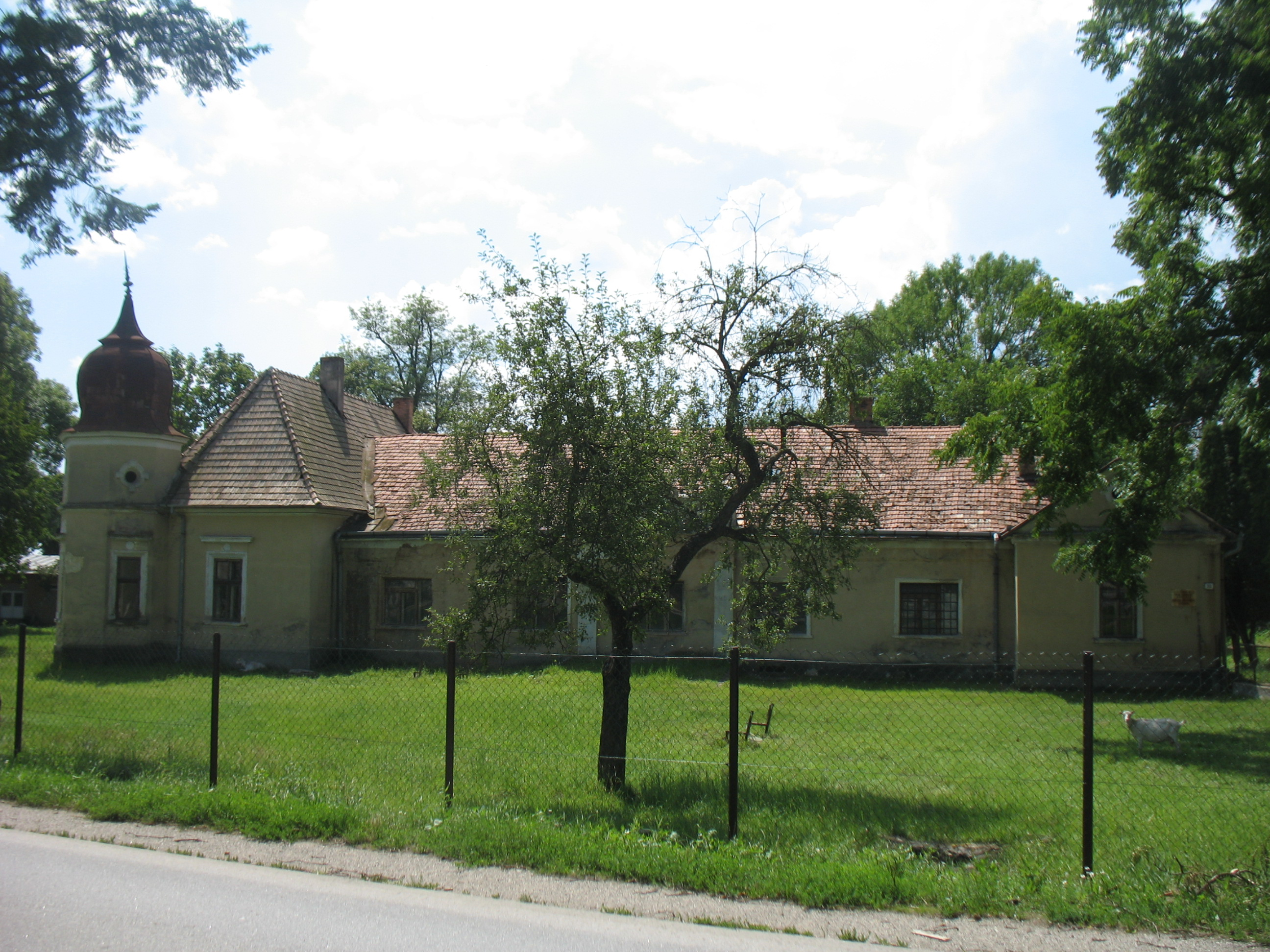

- Református temploma 1825-ben épült, mai formáját az 1885-ben végzett átépítés során nyerte.
- A Jansen család klasszicista kastélya a 19. században épült.

## Külső hivatkozások
- Községinfó
- Kövecses Szlovákia térképén
- A község a Gömör-Kishonti régió honlapján
- E-obce.sk Archiválva 2007. december 8-i dátummal a Wayback Machine-ben